# Supercoupe de la CAF 1993
Navigation
Édition suivante
La Supercoupe de la CAF 1993 (appelé aussi Supercoupe d'Afrique de football) est la première édition officielle organisée par la Confédération africaine de football. Cette édition se déroule le 10 janvier 1993 en Côte d'Ivoire à Abidjan, et voit la victoire du club ivoirien de l'Africa Sports sur le club marocain du Wydad AC.

## Participants
Les deux participants qui s'affrontent pour le gain de ce titre sont les deux vainqueurs des deux premières compétitions africaines, à savoir la Coupe d'Afrique des clubs champions et la Coupe d'Afrique des vainqueurs de coupe. Il s'agit donc de la première édition officielle de la Supercoupe de la CAF.

### Le vainqueur de la Coupe d'Afrique des clubs champions
Le vainqueur de la Coupe d'Afrique d'Afrique des clubs champions de football 1992 a été le club marocain du Wydad Athletic Club. Il avait triomphé en de l'ASEC Mimosas, le grand club populaire de côte d'Ivoire, Le Wydad avait battu en finale le club soudanais du Al Hilal Omdurman. Ce fut à cette occasion, le premier club marocain à inaugurer cette Supercoupe de la CAF qui connaissait d'ailleurs sa première édition officielle.

### Le vainqueur de la Coupe d'Afrique des vainqueurs de coupe
Le vainqueur de la Coupe d'Afrique des vainqueurs de coupe de football 1992 est le club ivoirien de l'Africa Sports National. Celui-ci avait battu en finale le club burundais de Vital’O FC, C'est également le premier club ivoirien à parvenir en finale d'une coupe africaine après l'épopée de l'autre ancien grand club de la capitale, le stade d'Abidjan lors de l'édition 1966 (deuxième vainqueur de cette compétition après l'ORYX de Douala, un club camerounais disparu  depuis). Comme son adversaire marocain, le Wydad, l'Africa Sports eut la chance de disputer cette finale de prestige pour un trophée que la CAF venait de mettre en jeu.

## Résultats

### Match
Le match opposant les deux vainqueurs des deux premières coupes africaines (CL et CC) doit toujours se dérouler sur le terrain de celui qui a remporté la Coupe des clubs champions. Mais, cette édition fit entorse au règlement puisque la coupe fut jouée en Côte d'Ivoire, précisément au stade Félix Houphouët-Boigny dans la ville d'Abidjan et en présence du Président de Côte d'Ivoire, Félix Houphouët-Boigny. Ce fut la seule fois.
| Entraîneur :   |
| Ibrahim Sunday |

| Entraîneur :      |
| Youri Sebastienko |

| Entraîneur :   |
| Ibrahim Sunday |

| Entraîneur :      |
| Youri Sebastienko |

### Vainqueur
A l'issue d'un match très équilibré, les Marocains avaient largement justifié leur rang de "champions d'Afrique" en tenant tête au club local devant des milliers de supporters ivoiriens du club local. le score équilibré enregistré en fin de partie (2-2), avec une montée en puissance du Wydad en seconde période atteste que la match fut âprement disputé.
Si l'Africa s'en sortit finalement victorieux aux termes des tirs au but (5-3), l'équipe marocaine n'avait pas non plus démérité et aurait aussi très bien pu remporter ce match.
| Supercoupe de la CAF Vainqueur 1993 |
| ----------------------------------- |
| Africa Sports Premier titre         |